# Піта зеленовола
Піта зеленовола (Pitta reichenowi) — вид горобцеподібних птахів родини пітових (Pittidae). Вид названий на честь німецького орнітолога Антона Райхенова.

## Поширення
Вид поширений в Центральній Африці: Камеруні, ЦАР, Габоні, Республіці Конго, ДР Конго та Уганді. Природним середовищем існування є субтропічний або тропічний вологий низинний ліс. Однак в Уганді птах трапляється на висотах від 1000 до 1400 метрів над рівнем моря.

## Опис
Дрібний птах, завдовжки до 20  см. У нього міцне тіло з короткими крилами і хвостами, міцними ногами, видовженими головою та дзьобом. Лоб, вершина голови, потилиця і щоки чорні, а горло та боки шиї білуваті. Над очима помітна жовто-помаранчева брова, яка простягається через скроневу область до плечей. Спина і крила мають зелений колір (останні із маховими та криючими перами з синьо-білими краями). Груди світло-зеленого кольору. Хвіст чорний із синім кінчиком. Живіт і підхвістя червоні. Очі карі, дзьоб чорнуватий, ноги тілесного кольору.

## Спосіб життя
Харчується равликами, хробаками, комахами та іншими безхребетними, яких знаходить на землі в густому підліску. Сезон розмноження триває з травня по вересень.